# Dryomyza flaveola
Dryomyza flaveola är en tvåvingeart som först beskrevs av Fabricius 1794.  Dryomyza flaveola ingår i släktet Dryomyza, och familjen buskflugor. Arten är reproducerande i Sverige.